# Amt Leezen
Het Amt Leezen is een Amt in de Duitse deelstaat Sleeswijk-Holstein. Het omvat twaalf gemeenten in de Kreis Segeberg. Het bestuur voor het Amt is gevestigd in  Leezen. Ook het niet gemeentelijk ingedeelde gebied Buchholz is onderdeel van het Amt.

## Deelnemende gemeenten
1. Bark
2. Bebensee
3. Fredesdorf
4. Groß Niendorf
5. Högersdorf
6. Kükels
7. Leezen
8. Mözen
9. Neversdorf
10. Schwissel
11. Todesfelde
12. Wittenborn
13. Buchholz, niet gemeentelijk ingedeeld, onbewoond